# 亚足联主题曲
《AFC Anthem》是一首创作于2014年的乐曲，由韩国作曲家李东峻创作。
2015年亚足联亚洲杯起，该乐曲开始作为亚足联各项赛事的球员入场音乐使用。